# Cerebratulus depressus
Cerebratulus depressus är en djurart som tillhör fylumet slemmaskar, och som beskrevs av Jean Louis Armand de Quatrefages de Bréau 1846. Cerebratulus depressus ingår i släktet fläsknemertiner, och familjen Cerebratulidae. Inga underarter finns listade i Catalogue of Life.